# Parlamentní volby v Maďarsku 2018

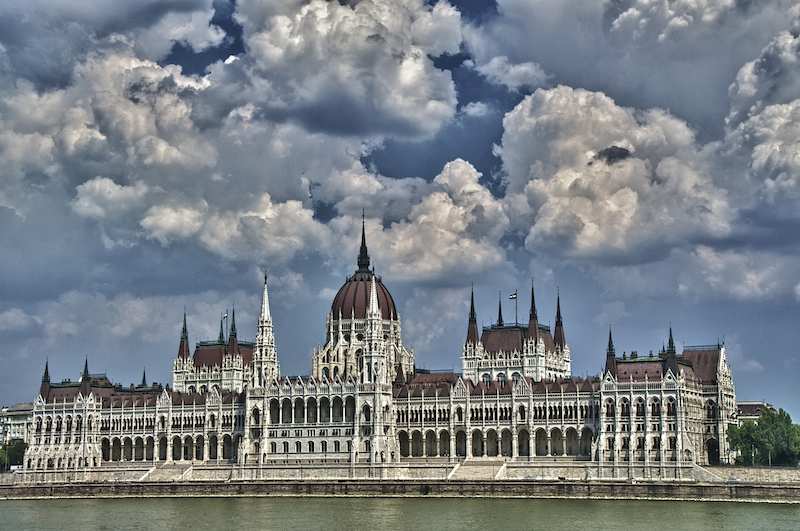
Budova zvaná Országház v Budapešti je sídlem současného maďarského parlamentu Országgyűlés (Zemský sněm)

Parlamentní volby v Maďarsku v roce 2018, které se konaly v neděli 8. dubna 2018, byly v pořadí osmé demokratické a svobodné volby republiky Maďarsko od pádu komunismu v roce 1989. Datum konání těchto voleb vypsal dne 11. ledna 2018 maďarský republikový prezidentem János Áder. Smíšeným volebním způsobem bylo v jednom kole zvoleno všech 199 poslanců maďarského Zemského sněmu. Příslušníci samosprávných národnostních a etnických menšin žijící na území Maďarska rovněž zvolili své parlamentní menšinové mluvčí. Volby skončily jasným vítězstvím vládní pravicové koalice Fidesz–KDNP, pro kterou hlasovalo 49,60 % voličů a získala tak 133 poslaneckých mandátů, což znamená, že si i nadále udrží ústavní 2/3 většinu. Druhou nejsilnější stranou se stalo krajně pravicové Hnutí za lepší Maďarsko, pro které hlasovalo 19,19 % voličů a získalo 26 mandátů. Levicová koalice MSZP–Párbeszéd skončila až na třetím místem se ziskem 11,99 % a 20 poslaneckých mandátů.

## Volební systém

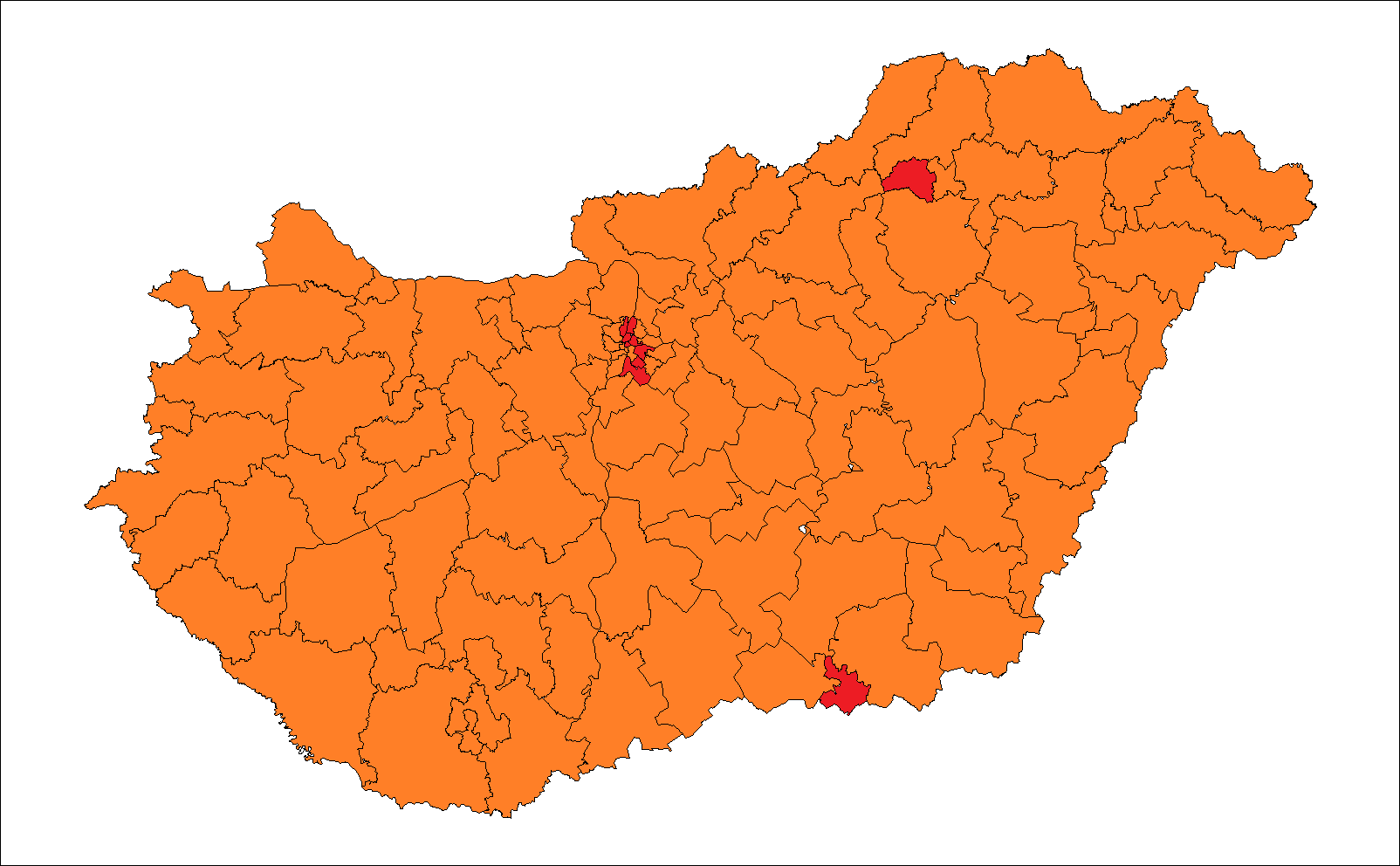
Výsledky parlamentních voleb 2014 v jednomandátových volebních obvodec: Fidesz–KDNP (oranžová), Összefogás (červená)

Podle základního zákona Maďarska probíhají volby do Zemského sněmu v měsíci dubnu nebo květnu vždy v neděli. Volební den nemůže být dnem pracovního klidu, nebo svátky Velikonoce a Letnice. Konkrétní termín voleb vyhlásí republikový prezident, a to nejdříve 90, nejpozději 70 dní před datem hlasování. V parlamentních volbách je celkem 199 poslanců voleno smíšeným volebním systémem jednokolovou volbou. Ve 106 jednomandátových obvodech většinovým systémem, zvítězí jediný kandidát s nejvyšším počtem odevzdaných hlasů. Zbylých 93 mandátů se přerozděluje poměrným způsobem na základě výsledků hlasování pro celostátní kandidátní listiny stran, ale pouze těm stranám, které získaly 5 % hlasů a více, u koalic dvou stran platí hranice 10 %, tří a více stran 15 %.

### Menšinová samospráva
Příslušníci etnických a národnostních menšin v Maďarsku zároveň volí své parlamentní menšinové přímluvčí (Nemzetiségi szószóló). V případě, že by některý z kandidátů národnostních menšin dosáhl na sníženou kvótu (ve volbách 2014 to bylo 22 022 hlasů), získal by mandát poslance s hlasovacím právem. Samosprávné menšiny v Maďarsku jsou: Arméni, Bulhaři, Chorvati, Němci (MNOÖ), Poláci, Slováci (OSZÖ), Slovinci, Srbové, Romové (ORÖ), Rumuni, Řekové, Rusíni, Ukrajinci.

## Předvolební situace

Rozložení mandátů v Zemském sněmu v letech 2014 až 2018:
Összefogás (38)
LMP (5)
Fidesz–KDNP (133)
Jobbik (28)

V předchozích parlamentních volbách, které se konaly 6. dubna 2014, zvítězila pravicová koalice stran Fidesz – Maďarská občanská unie a Křesťanskodemokratické lidové strany (KDNP). Hlasovalo pro ni 2 264 780 voličů (45,04%) a zvítězila rovněž v 96 ze 106 jednomandátových obvodů. S odstupem na druhém místě skončila volební aliance středo–levicových stran a hnutí Összefogás, pro kterou hlasovalo 1 290 806 voličů (25,67%) a zvítězila i v 10 jednomandátových obvodech ve městech Budapešť, Miskolc a Szeged. Celkových 38 mandátů si strany přerozdělily následovně: MSZP získala 29 křesel, DK: 4, Együtt: 3, PM: 1, MLP: 1 poslance. Na třetím místě se ziskem 1 020 476 odevzdaných hlasů (20,30%) skončilo Hnutí za lepší Maďarsko (Jobbik), které získalo 28 poslaneckých mandátů, nevyhrálo však v žádném jednomandátovém obvodu. Hnutí Politika může být jiná (LMP), které se ziskem 269 414 hlasů (5,36%) získalo 5 poslaneckých mandátů se stalo nejmenší parlamentní stranou s vlastní parlamentní frakcí. Na základě rozložení mandátů v Zemském sněmu byl sestavením nové vlády pověřen dosavadní premiér Viktor Orbán. V průběhu sedmého parlamentním cyklu vládne třetí vláda Viktora Orbána, která se opírá o podporu 133 poslanců z parlamentních frakcí Fidesz a KDNP. 
Rozložení politického spektra ukázaly i výsledky voleb do EP 2014, které se konaly 25. května 2014. Zvítězila vládní koalice Fidesz–KDNP se ziskem 51,49%, druhý skončil Jobbik (14,68%), až třetí byla MSZP (10,92%), čtvrtá DK (9,76 %), pátá koalice Együtt–PM (7,22 %), poslední LMP (5,01 %).
V říjnu 2016 se v Maďarsku konalo referendum o přesídlovacích kvótách navrhovaných EU. Ačkoliv bylo toto hlasování neplatné, jelikož se jej zúčastnilo jen 44,08% oprávněných voličů, protože opoziční levicové strany (MSZP, DK, E14, PM a mimoparlamentní MoMa) vyzývaly k neúčasti svých voličů a tedy ke zmaření referenda, dokázala vládní koalice Fidesz–KDNP zmobilizovat více než 3 600 000 voličů, kteří v poměru 98,36% ku 1,64% rozhodli proti uprchlickým kvótám.
V březnu 2017 vládní koalice Fidesz–KDNP zvolila v prezidentské volbě svého kandidáta Jánose Ádera na druhé funkční období maďarským republikovým prezidentem, s mandátem do května 2022.
Pozornost vzbudily také předčasné volby starosty města Hódmezővásárhely ze dne 25. února 2018, kde zvítězil nezávislý kandidát Péter Márki-Zay (57,49%) nad Zoltánem Hegedűsem (41,63%) kandidátem koalice Fidesz–KDNP.

## Kampaň

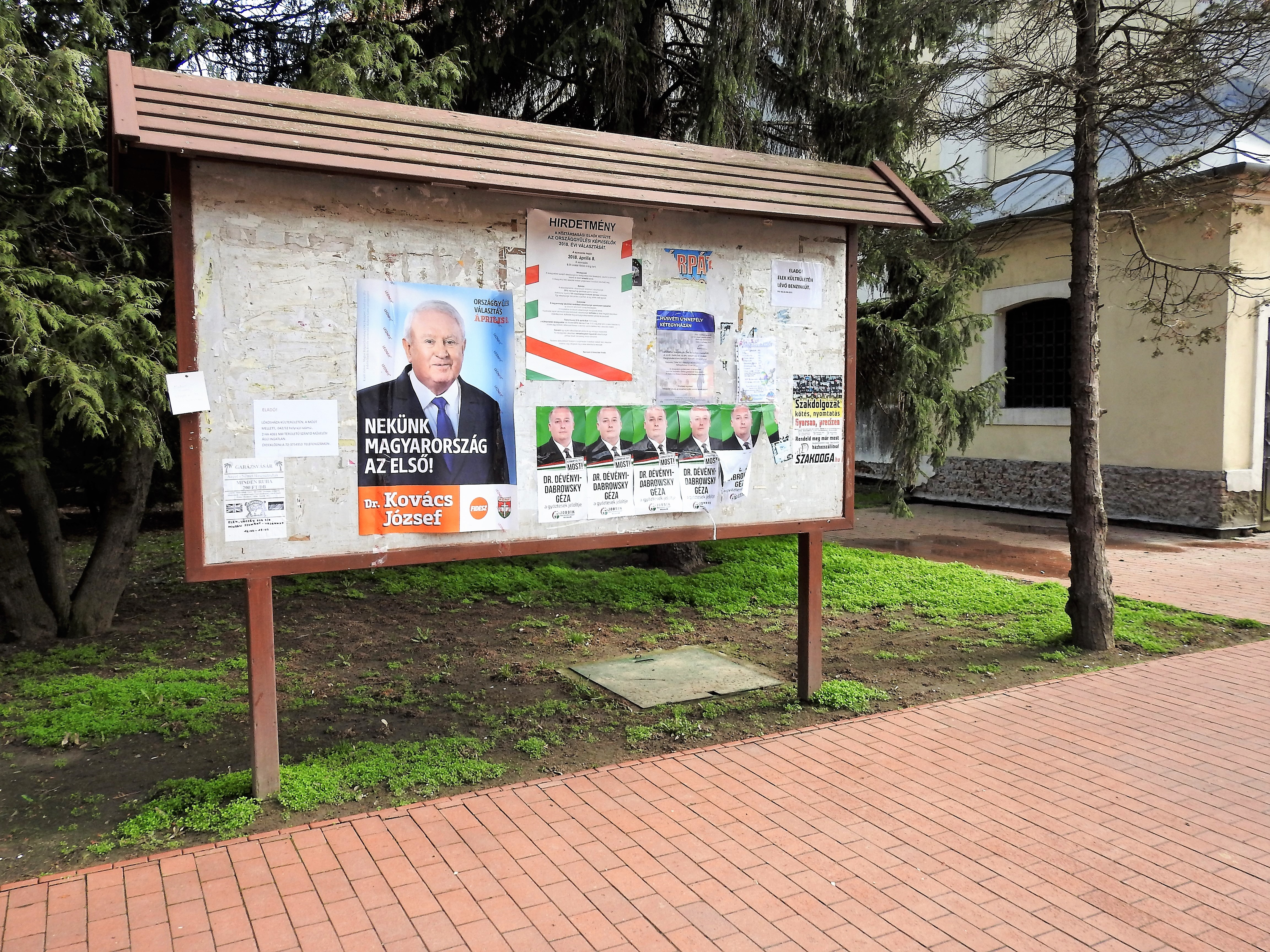
Plakátová předvolební kampaň ve městě Elek v župě Békés na jihovýchodě Maďarska

### Fidesz–KDNP
Pravicová koalice strany Fidesz – Maďarská občanská unie (antikomunismus, národní konzervatismus, pravicový populismus) a Křesťanskodemokratické lidové strany (křesťanská demokracie, sociální konzervatismus) s podporou Strany soukromníků (konzervativní liberalizmus). Kandidátem na premiéra je Viktor Orbán, současný premiér a předseda strany Fidesz.
Stěžejní body volebního programu vládní koalice Fidesz–KDNP, jak byly prezentovány Viktorem Orbánem na hospodářském fóru Maďarské obchodní a průmyslové komory (Magyar Kereskedelmi és Iparkamara) v Budapešti dne 6. března 2018:
- Maďarsko nebude přijímat migranty, odolá nátlaku domácích levicových stran a nátlaku ze zahraničí
- každoroční růst důchodů, růst daňové slevy pro rodiny, vyplacení důchodových prémií
- ženy budou moci odejít do penze po 40 letech práce
- v letech 2018 až 2022 dojde ke každoročnímu snížení daňového zatížení pro zaměstnavatele
- program Moderní vesnice (Modern falu program)
- demografický obrat, udržitelný rozpočet
- modernizace železniční tratě Budapešť – Bělehrad, stavba vysokorychlostní železnice Budapešť – Kluž a Budapešť – Varšava

### MSZP–Párbeszéd–(MLP)
Levicová koalice Maďarské socialistické strany (sociální demokracie, levicový populismus) a hnutí Dialog za Maďarsko (feminismus, zelená politika) s podporou Maďarské liberální strany (liberalismus), jejíž jediná kandidátka Anett Bősz kandiduje na 15. místě na celostátní kandidátní listině této koalice, kde mají převahu kandidáti MSZP. Společným kandidátem na premiéra je Gergely Karácsony, současný spolu–předseda zeleného hnutí Párbeszéd. Významné body volebního programu MSZP s názvem Tegyünk igazságot! – A demokratikus, európai Magyarországért. ze dne 9. prosince 2017 a volebního programu Párbeszéd s názvem Mindenki számít! ze dne 26. července 2017:
- růst mezd v Maďarsku na průměr EU, nikdo nebude mít mzdu pod 100 tisíc forintů
- vypovězení mezinárodní smlouvy s Ruskou federací o dostavbě jaderné elektrárny Paks
- zvýšení příspěvku pro rodiny o 50 %, slevy na dani pro malé a střední podnikatele
- obnova penzijního růstu, penzijní podpora 120 tisíc forintů pro poběratele nejnižších penzí
- "Sociální minimum": pro každého maďarského občana v místě bydliště - jeden kubický metr vody za nominální cenu, 15 kubických metrů zemního plynu, 30 kilowatt hodin elektřiny za polovinu dnešní ceny
- zrušení střediska Klebelsberg intézményfenntartó központ
- reformu ústavy

### Jobbik

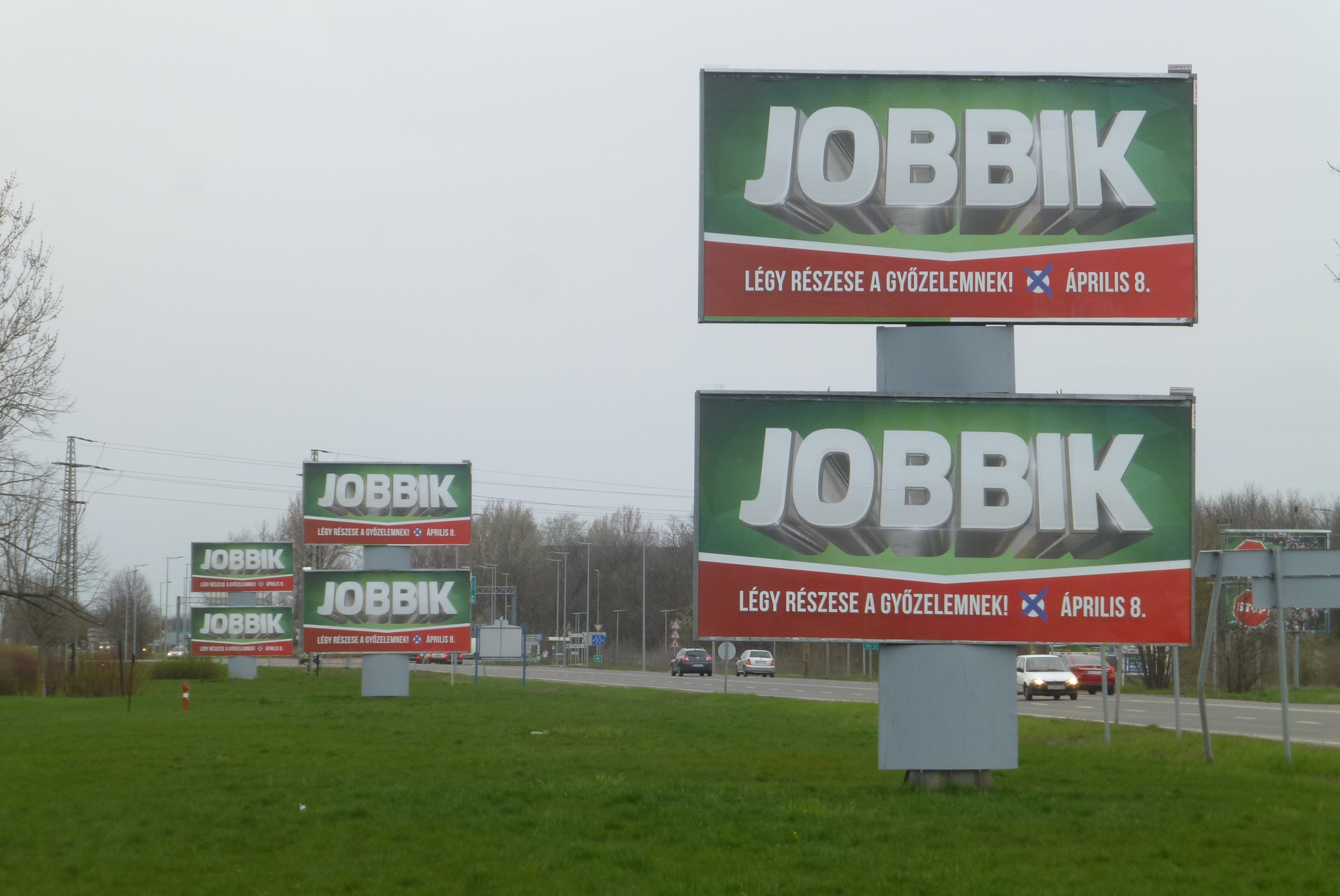
Plakátová předvolební kampaň hnutí JOBBIK ve městě Szeged

Pravicové Hnutí za lepší Maďarsko (nacionalismus, národní radikalismus, sociální konzervatismus, pravicový populismus). Kandidátem na premiéra je předseda strany Gábor Vona. Hlavní body volebního programu s názvem Magyar szívvel, józan ésszel, tiszta kézzel. zveřejněného dne 20. února 2018:
- „Veřejnoprávní změna systému, poměrný volební systém, zjednodušení lidových hlasování, přímá volba republikového prezidenta, zavedení možnosti hlasovat přes internet
- zachování pohraničních plotů, vznik nezávislé pohraniční stráže
- mzdová unie se Západní Evropou (tj. výrazné zvýšení mezd)
- ženy i muži budou moci odejít do penze po 40 letech práce, spravedlivý důchodový systém, populační program (Népesedési program)
- vymýcení korupce
- modernizace vzdělávacího systému a zdravotnictví
- modernizace veřejných dopravních prostředků, vznik nové národní letecké společnosti (jako byl MALÉV)
- pokrytí Wifi sítí zdarma

### LMP–(ÚK)
Zelené hnutí s názvem Politika může být jiná (zelená politika) s podporou mimoparlamentní strany Nový začátek (liberální konzervatismus), jejíž kandidáti jsou na celostátní kandidátní listině na 3. a 10. místě. Kandidátkou na post premiéra je Bernadett Szél, současná předsedkyně hnutí LMP. Hnutí podle volebního programu s názvem Választási Program 2018 – Hogy a politika valóban más legyen. ze dne 14. prosince 2017 slibuje:
- učinit kroky proti byrokracii, korupci a oligarchům
- prosazovat vlasteneckou hospodářskou politiku bez velkých státních investic, podporu obnovitelných zdrojů a ekologických technologií
- zavést vyšší mzdy a všeobecné zvyšování mezd, postupné snižování daně z příjmů, jednodušší zdanění, opatření proti offshore společnostem
- reformy v systému vzdělávání a ve zdravotnictví
- vést konstantní prozápadní zahraniční politiku s proevropskou rétorikou, odklon od Rusů a Turků
- provést revizy ústavy, učinit kroky k posílení právního státu
- podpořit autonomii pro maďarské menšiny žijící v sousedních státech

### DK

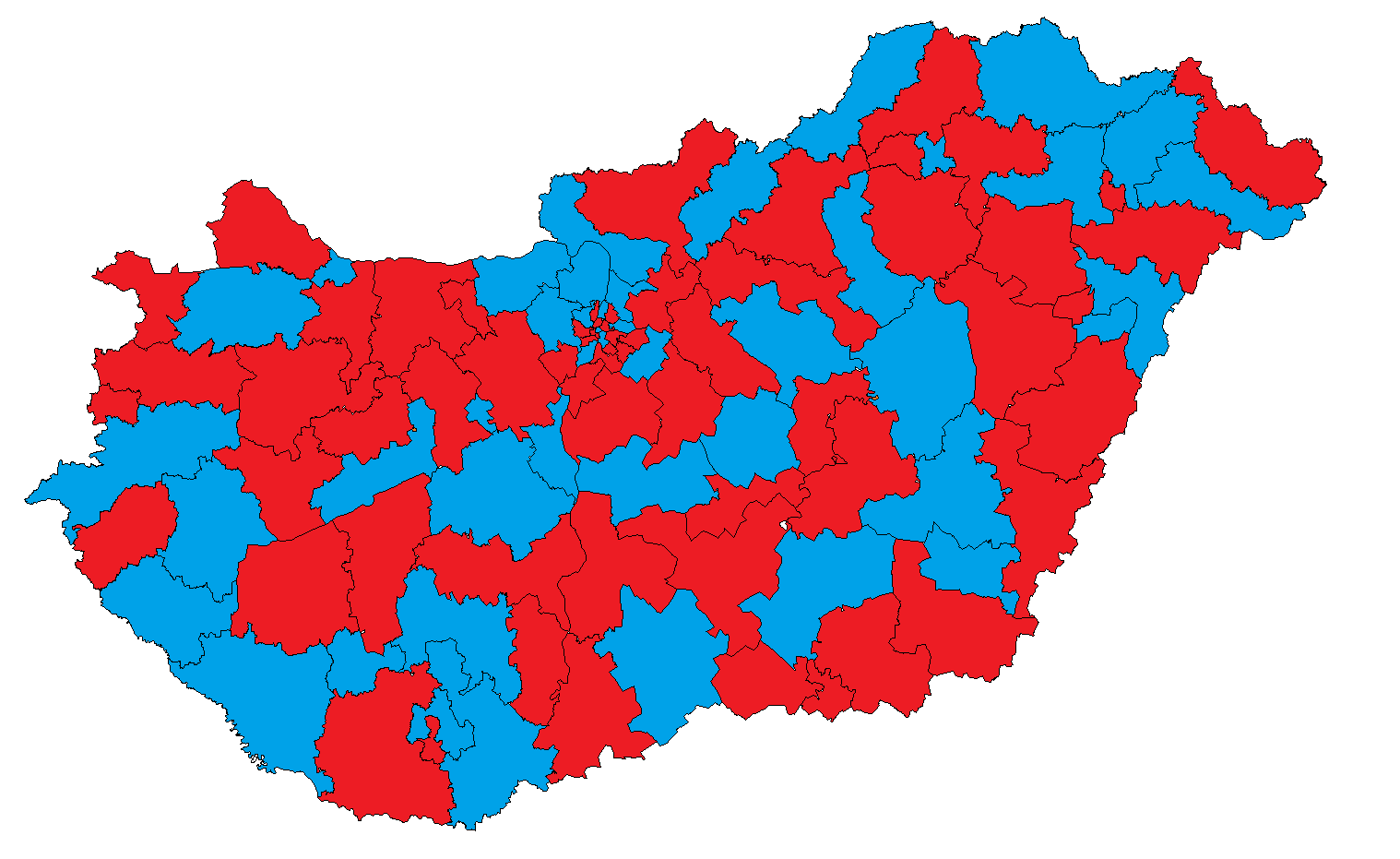
Spolupráce levicových stran MSZP (červená) a DK (modrá) v rozdělení jednomandátových volebních obvodů

Levicová strana s názvem Demokratická koalice (sociální liberalismus, levicový populismus). Volebním lídrem je Ferenc Gyurcsány, bývalý premiér (protesty 2006)a předseda MSZP. Volební program s názvem Sokak Magyarországa. ze dne 18. listopadu 2017:
- souhlasí se zřízením Úřadu evropského veřejného žalobce
- chce zrušit volební právo pro Maďary žijící mimo Maďarsko
- prosazuje, aby minimální mzda dosahovala životního minima
- provede korekci penzijního systému
- prosazuje zvýšení povinné školní docházky na 18 let věku
- hodlá zrušit státní dotace a výhody pro církve
- chce zavést elektřinu, plyn a vodu pro základní potřeby zdarma

### Együtt
Hnutí Společně celý názvem Együtt – a Korszakváltók Pártja (sociální demokracie, sociální liberalismus). Kandidátem na post premiéra je Viktor Szigetvári, který kandiduje na celostátní kandidátní listině na 2. místě, zatímco na 1. místě kandiduje současný předseda hnutí Péter Juhász. Hlavní body volebního programu s názvem Együtt Európai élet az Együtt Magyarországán ze dne 16. září 2017:
- spravedlivá podpora rodin
- volný výběr učebnic, bezplatné vysokoškolské vzdělání
- více výdajů na zdravotnictví
- převzetí majetku získaného korupcí
- zavedení eura

### Momentum
Mimoparlamentní hnutí Momentum Mozgalom (liberalismus, konzervatismus). Volebním lídrem je předseda hnutí András Fekete-Győr. Hnutí ve svém volebním programu s názvem Indítsuk be Magyarországot! ze dne 15. října 2017 slibuje:
- stavba větrných, solárních a plynových elektráren, vypovězení mezinárodní smlouvy s Ruskou federací o dostavbě jaderné elektrárny Paks
- progresivní daňový systém,
- každý se bude moci sám rozhodnout, kdy odejde do penze
- reforma zdravotnictví
- zánik korupce, zavedení přímé volby republikového prezidenta, poměrného volebního systému, jednomandátové volební obvody pro Maďary žijící mimo Maďarsko
- zavedení eura, STOP ruské propagandě

### Ostatní strany a hnutí
- MKKP: mimoparlamentní Strana maďarského dvouocasého psa (absurdno, recese, satira). Předsedou a volebním lídrem je Gergely Kovács. Volební program: Legyen minden jobb! ze dne 22. října 2017.[17]
- MMP, Munkáspárt: mimoparlamentní Maďarská dělnická strana (marxismus-leninismus, komunismus). Předsedou a volebním lídrem je Gyula Thürmer.
- MoMa: mimoparlamentní hnutí Moderní Maďarsko (ekonomický liberalismus). Předsedou a volebním lídrem je Lajos Bokros. Volební program: Választási Program. z února 2018.[18]
- MIÉP: mimoparlamentní Strana maďarské spravedlnosti a života (národní radikalismus, antiglobalizace, euroskepticismus). Předsedou a volebním lídrem je Tibor Barnabás Nagy.

## Kritika

### Falešné strany
Stejně jako v parlamentních volbách 2014 kandidují i velmi malé politické strany s velmi nízkou podporou (1%) označované za „falešné strany“ nebo „byznys strany“. Při úřední kontrole podpisových archů na podporu kandidatur stran bylo zjištěno, že několik malých stran kopírovalo podpisy od jiných politických subjektů. Na podpisovém archu na podporu strany Hajrá Magyarország! Párt bylo objeveno jméno Attila Péterffalvi, předsedy Národního centra pro ochranu soukromí a informací, ačkoliv sám Péterffalvi prohlásil, že této straně podporu nevyjádřil a podpisový arch pro kandidaturu nepodepsal. V dalším případu v jednomandátovém volebním obvodu č. 17 v Budapešti (Budapesti 17. sz. országgyűlési egyéni választókerület) bylo zjištěno, že podpisy podporovatelů pro kandidátku Katalin Lévai za stranu Lendülettel Magyarországért byly v mnoha případech shodné s podpisy na podporu strany Fidesz.

## Kandidující subjekty

### Seznam zaregistrovaných kandidujících stran a hnutí
Abecední seznam politických stran a hnutí zaregistrovaných u maďarského Národního volebního výboru (Nemzeti Választási Bizottság) pro parlamentní volby 2018. V první závorce je uvedena oficiální volební zkratka subjektu, ve druhé závorce datum úřední registrace. Tučně jsou vyznačeny politické strany, které měly v průběhu volebního období 2014–2018 alespoň jednoho poslance. Kurzívou jsou vyznačeny samosprávy národnostních a etnických menšin.
1. A BAL – Balpárt (A BAL) (5. únor 2018)
2. A Haza Pártja (A HAZA PÁRTJA) (2018. január 19.)
3. A Magyar Vállalkozók és Munkaadók Pártja (MVMP) (5. únor 2018)
4. A Mi Pártunk-IMA (IMA) (22. leden 2018)
5. Alternatív Magyar Néppárt (AMNP) (29. leden 2018)
6. AQUILA Párt (AQP) (22. leden 2018)
7. Civil Mozgalom (CIVIL MOZGALOM) (16. únor 2018)
8. Családok Pártja (CSP) (2. únor 2018)
9. Demokrata Párt (DEMOKRATA PÁRT) (22. leden 2018)
10. Demokraták Pártja (DEMOKRATÁK) (5. únor 2018)
11. Demokratikus Koalíció (DK) (2. únor 2018)
12. Dolgozók Magyarországi Pártja (DMP) (29. leden 2018)
13. Egyenlőség Roma Párt (ERP) (16. únor 2018)
14. Együtt – a Korszakváltók Pártja (EGYÜTT) (19. leden 2018)
15. Együtt a Magyar Kisebbségekért és Hátrányos Helyzetűekért Párt (EMKHHP) (26. únor 2018)
16. Elégedetlenek Pártja (EP) (26. leden 2018)
17. Elégedett Magyarországért Mozgalom (EMMO) (9. únor 2018)
18. Élhetőbb, Boldog Magyarországért Párt (ÉBMP) (26. leden 2018)
19. Ellenzéki Párt (ELLENZÉKI PÁRT) (23. únor 2018)
20. Ember az Emberekért Párt (EEP) (5. únor 2018)
21. Értünk Értetek - a Hiteles Párt (ÉRTÜNK ÉRTETEK) (22. leden 2018)
22. Európai Alternatíva Párt (EU ALTERNATÍVA) (16. únor 2018)
23. Európai Cigányok Demokratikus Pártja (ECDP) (22. leden 2018)
24. Európai Roma Keresztények Jobblétéért Demokratikus Párt (EU.ROM) (22. leden 2018)
25. Fiatalok és Idősek Társadalmi Integrációja Párt (FITIP) (29. leden 2018)
26. Fidesz – Magyar Polgári Szövetség (FIDESZ) (22. leden 2018)
27. Független Kisgazda-, Földmunkás- és Polgári Párt (FKGP) (2018. január 19.)
28. Hajrá Magyarország! Párt (HAJRÁ MAGYARORSZÁG!) (22. leden 2018)
29. Haladás Párt (HP) (29. leden 2018)
30. Haladó Magyarországért Párt (HAM) (26. leden 2018)
31. Hátrányos Helyzetűek Pártja (HHP) (22. leden 2018)
32. Haza és Becsület Párt (HAZA ÉS BECSÜLET) (12. únor 2018)
33. Haza Mindenkié Párt (HAZA MINDENKIÉ) (2. únor 2018)
34. Iránytű Párt (IRÁNYTŰ) (29. leden 2018)
35. Jó Út Magyar Polgári Párt (JÓ ÚT MPP) (22. leden 2018)
36. Jobbik Magyarországért Mozgalom (JOBBIK) (2. únor 2018)
37. Jóléti Magyarországot Párt (JMP) (26. leden 2018)
38. Kell Az Összefogás Párt (KÖSSZ) (22. leden 2018)
39. Kereszténydemokrata Néppárt (KDNP) (22. leden 2018)
40. Korrupció Nélküli Magyarországért Párt (KNMP) (29. leden 2018)
41. Közlekedő Polgárok Pártja (KPP) (29. leden 2018)
42. Közös Nevező 2018 (KÖZÖS NEVEZŐ) (16. únor 2018)
43. Közösen Egymásért Demokratikus Néppárt (KEDN) (19. únor 2018)
44. Lehet Más a Politika (LMP) (29. leden 2018)
45. Lendülettel Magyarországért (LENDÜLETTEL) (5. únor 2018)
46. Magyar Autósokért Párt (MAP) (19. únor 2018)
47. Magyar Demokráciáért és Hazáért Párt (MDHP) (23. únor 2018)
48. Magyar Demokraták Szövetségének Pártja (MDSZP) (19. leden 2018)
49. Magyar Demokratikus Unió (MAGYAR DEMOKRATIKUS UNIÓ) (22. leden 2018)
50. Magyar Igazság és Élet Pártja (MIÉP) (12. únor 2018)
51. Magyar Kétfarkú Kutya Párt (MKKP) (22. leden 2018)
52. Magyar Liberális Párt - Liberálisok (Liberálisok) (22. leden 2018)
53. Magyar Munkáspárt (MUNKÁSPÁRT) (22. leden 2018)
54. Magyar Szocialista Párt (MSZP) (19. leden 2018)
55. Magyarok a Demokráciáért Párt (MAD) (19. leden 2018)
56. Magyarországért Demokratikus Párt (MAGYARORSZÁGÉRT DEMOKRATIKUS PÁRT) (2. únor 2018)
57. Magyarországi Cigányok Fóruma - Összefogás Magyarországért Párt (MCF-ÖSSZEFOGÁS) (2. únor 2018)
58. Magyarországi Cigánypárt (MCP) (26. leden 2018)
59. Magyarországi Munkáspárt 2006 - Európai Baloldal (EURÓPAI BALOLDAL) (5. únor 2018)
60. Magyarországon Élő Dolgozó és Tanuló Emberek Pártja (MEDETE PÁRT) (5. únor 2018)
61. "Megtartás a Jövő Élhető Magyarországáért" ("MEGTARTÁS PÁRTJA") (23. únor 2018)
62. Mi Nők Párt (MINŐKP) (29. leden 2018)
63. Minden Szegényért Párt (MISZEP) (26. leden 2018)
64. Mindenkor a Magyarokért Mozgalom (MMM) (5. únor 2018)
65. Modern Magyarország Mozgalom Párt (MOMA) (26. leden 2018)
66. Momentum Mozgalom (MOMENTUM) (22. leden 2018)
67. Mozdulj Magyarország Párt (MMP) (29. leden 2018)
68. Nemzetegyesítő Mozgalom (NEEM) (29. leden 2018)
69. Nemzeti Egységben Magyarországért Párt (N.E.M. PÁRT) (19. únor 2018)
70. Nemzeti Együttműködés és Megbékélés Párt (NEMZET ÉS BÉKE) (2. únor 2018)
71. Nemzeti Értékelvű Párt (NÉP) (19. únor 2018)
72. Nemzeti Radikális Köztársasági Párt (NRKP) (29. leden 2018)
73. Nemzeti Zöld Koalíció (NEMZETI ZÖLDEK) (24. leden 2018)
74. Nép Oldali Párt (NOP) (5. únor 2018)
75. Net Párt (NP) (22. leden 2018)
76. Opre Roma - Cigány Demokrata Néppárt (OPRE ROMA) (5. únor 2018)
77. Origó Párt (OP) (29. leden 2018)
78. Oxigén Párt (OXIGÉN PÁRT) (9. únor 2018)
79. Összefogás a Civilekért Párt (OCP) (23. únor 2018)
80. Összefogás Párt (ÖSSZEFOGÁS PÁRT) (29. leden 2018)
81. Párbeszéd Magyarországért Párt (PÁRBESZÉD) (5. únor 2018)
82. Platón Párt (PLATÓN PÁRT) (9. únor 2018)
83. Rend és Elszámoltatás Párt (REND PÁRT) (12. únor 2018)
84. Sportos és Egészséges Magyarországért Párt (SEM) (26. leden 2018)
85. Szabad Választók Pártja (SZAVA) (10. březen 2018)
86. Szabadság Népe Párt (SZNP) (23. únor 2018)
87. Szegény Emberek Magyarországért Párt (SZEM PÁRT) (12. únor 2018)
88. Szegényekért Párt (SZP) (29. leden 2018)
89. Színes Magyarország Párt (SZIMAP) (12. únor 2018)
90. Szociáldemokrata Párt (SZDP) (2. únor 2018)
91. Szövetség a Szentkorona Országáért Konzervatív Párt (SZASZKO) (22. leden 2018)
92. Tenni Akarás Mozgalom (TENNI AKARÁS MOZGALOM) (22. leden 2018)
93. Tenni Akarók Magyarországi Pártja (TAMP) (2. únor 2018)
94. Tiszta Energiával Magyarországért Párt (TEMPO PÁRT) (19. únor 2018)
95. Új Magyar Front Mozgalom Párt (ÚMF) (19. leden 2018)
96. Ütőképes Demokraták a Változásért Néppárt (ÜDV NÉPPÁRT) (12. únor 2018)
97. Vállalkozók Szövetsége a Reformokért (VSZ) (19. leden 2018)
98. Változást Akaró Szavazók Pártja (VÁLASZ) (29. leden 2018)
99. Végső Esély Párt (VEP) (29. leden 2018)
100. Zöldek Pártja (ZÖLDEK) (2. únor 2018)
101. Bolgár Országos Önkormányzat (BOÖ) (12. únor 2018)
102. Magyarországi Görögök Országos Önkormányzata (MGOÖ) (22. leden 2018)
103. Magyarországi Németek Országos Önkormányzata (MNOÖ) (19. leden 2018)
104. Magyarországi Románok Országos Önkormányzata (MROÖ) (12. únor 2018)
105. Országos Horvát Önkormányzat (OHÖ) (12. únor 2018)
106. Országos Lengyel Önkormányzat (OLÖ) (29. leden 2018)
107. Országos Örmény Önkormányzat (OÖÖ) (16. únor 2018)
108. Országos Roma Önkormányzat (ORÖ) (26. leden 2018)
109. Országos Ruszin Önkormányzat (ORÖ) (22. leden 2018)
110. Országos Szlovák Önkormányzat (OSZÖ) (29. leden 2018)
111. Országos Szlovén Önkormányzat (OSZÖ) (29. leden 2018)
112. Szerb Országos Önkormányzat (SZOÖ) (22. leden 2018)
113. Ukrán Országos Önkormányzat (UOÖ) (29. leden 2018)

### Jednomandátové volební obvody
Tabulka zobrazuje počty jednotlivých kandidátů v jednomandátových volebních obvodech (OEVK) za nejvýznamnější kandidující strany, hnutí a koalice. Kandidaturu v jednomandátovém volebním obvodu je podle volebního zákona nutné doložit sebranými podpisy minimálně 500 obyvatel s trvalým bydlištěm v daném obvodu.
| Župa                   | Počet OEVK obvodů celkem | Fidesz– KDNP | Jobbik | MSZP– Párbeszéd | LMP | DK | Együtt | Momentum | MKKP | MP | MIÉP |
| ---------------------- | ------------------------ | ------------ | ------ | --------------- | --- | -- | ------ | -------- | ---- | -- | ---- |
| hlavní město Budapešť  | 18                       | 18           | 18     | 8               | 15  | 7  | 4      | 13       | 12   | 11 | 7    |
| Bács-Kiskun            | 6                        | 6            | 6      | 4               | 6   | 2  | —      | 6        | 1    | 3  | 2    |
| Baranya                | 4                        | 4            | 4      | 1               | 4   | 2  | 2      | 3        | 1    | 2  | 3    |
| Békés                  | 4                        | 4            | 4      | 2               | 4   | 2  | 1      | 4        | 1    | 1  | 3    |
| Borsod-Abaúj-Zemplén   | 7                        | 7            | 7      | 4               | 6   | 3  | 4      | 4        | —    | 6  | 7    |
| Csongrád               | 4                        | 4            | 4      | 3               | 4   | 1  | 2      | 3        | 3    | 1  | 1    |
| Fejér                  | 5                        | 5            | 5      | 2               | 5   | 3  | 1      | 3        | —    | 4  | 3    |
| Győr-Moson-Sopron      | 5                        | 5            | 5      | 3               | 5   | 2  | 1      | 4        | 2    | 2  | 1    |
| Hajdú-Bihar            | 6                        | 6            | 6      | 4               | 6   | 2  | 3      | 6        | 1    | 5  | 6    |
| Heves                  | 3                        | 3            | 3      | 2               | 3   | 1  | 1      | 1        | 1    | —  | 1    |
| Jász-Nagykun-Szolnok   | 4                        | 4            | 4      | 2               | 4   | 2  | 1      | 4        | 1    | 4  | 4    |
| Komárom-Esztergom      | 3                        | 3            | 3      | 2               | 3   | 1  | —      | 2        | 3    | 2  | 2    |
| Nógrád                 | 2                        | 2            | 2      | 1               | 2   | 1  | 1      | 1        | 1    | 2  | 1    |
| Pest                   | 12                       | 12           | 12     | 6               | 11  | 4  | 6      | 10       | 5    | 8  | 8    |
| Somogy                 | 4                        | 4            | 4      | 2               | 4   | 2  | 2      | 2        | —    | 1  | —    |
| Szabolcs-Szatmár-Bereg | 6                        | 6            | 6      | 3               | 6   | 3  | 1      | 6        | 1    | 3  | 6    |
| Tolna                  | 3                        | 3            | 3      | 1               | 3   | 1  | —      | 2        | 1    | 1  | 1    |
| Vas                    | 3                        | 3            | 3      | 2               | 3   | 1  | —      | 3        | 1    | —  | 1    |
| Veszprém               | 4                        | 4            | 4      | 2               | 3   | 1  | —      | 3        | 2    | 1  | 1    |
| Zala                   | 3                        | 3            | 3      | 1               | 3   | 2  | 1      | 3        | —    | —  | —    |
| Celkem                 | 106                      | 106          | 106    | 55              | 100 | 43 | 31     | 83       | 39   | 57 | 58   |

### Celostátní kandidátní listiny
Tabulka zobrazuje prvních dvacet kandidátů na celostátních kandidátních listinách nejvýznamnějších kandidujících stran, hnutí a koalic. Kandidát strany na post předsedy vlády je vyznačen tučně.
| Strana    | Fidesz–KDNP | Jobbik | MSZP–Párbeszéd– (MLP) | LMP–(ÚK) | DK |
| --------- | --- | --- | --- | --- | --- |
| Kandidáti | 1. Viktor Orbán (Fidesz) 2. Zsolt Semjén (KDNP) 3. László Kövér (Fidesz) 4. Katalin Novák (Fidesz) 5. Mihály Varga (Fidesz) 6. Gergely Gulyás (Fidesz) 7. Gábor Kubatov (Fidesz) 8. Szilárd Németh (Fidesz) 9. Zoltán Balog (Fidesz) 10. Péter Harrach (KDNP) 11. Sándor Lezsák (Fidesz) 12. István Jakab (Fidesz) 13. Balázs Győrffy (Fidesz) 14. Béla Turi-Kovács (Fidesz) 15. Kristóf Szatmáry (Fidesz) 16. László Böröcz (Fidesz) 17. Flórián Farkas (Fidesz) 18. Márta Mátrai (Fidesz) 19. Németh Zsolt (Fidesz) 20. István Bajkai (Fidesz) | 1. Gábor Vona 2. János Volner 3. Dóra Dúró 4. Ádám Steinmetz 5. Andrea Varga-Damm 6. Dániel Zsiga-Kárpát 7. Tamás Sneider 8. Ádám Mirkóczki 9. Erik Fülöp 10. Dávid Janiczak 11. Márton Gyöngyösi 12. Gergely Farkas 13. Gábor Staudt 14. György Szilágyi 15. Péter Jakab 16. Lórántné Hegedűs 17. István Szávay 18. László Gy. Lukács 19. Balázs Ander 20. Tibor Bana | 1. Gergely Karácsony (Párbeszéd) 2. Gyula Molnár (MSZP) 3. István Hiller (MSZP) 4. Ágnes Kunhalmi (MSZP) 5. Bertalan Tóth (MSZP) 6. Zoltán Gőgös (MSZP) 7. József Tóbiás (MSZP) 8. Attila Mesterházy (MSZP) 9. Zsolt Molnár (MSZP) 10. Zita Gurmai (MSZP) 11. Bence Tordai (Párbeszéd) 12. Lajos Korózs (MSZP) 13. László Varga (MSZP) 14. Ildikó Bangóné Borbély (MSZP) 15. Anett Bősz (člen MLP v MSZP) 16. Tamás Harangozó (MSZP) 17. András Nemény (MSZP) 18. László Szakács (MSZP) 19. Márta V. Naszály (Párbeszéd) 20. Csaba Tóth (MSZP) | 1. Bernadett Szél 2. Ákos Hadházy 3. György Gémesi (ÚK) 4. Erzsébet Schmuck 5. Péter Ungár 6. László Lóránt Keresztes 7. Márta Demeter 8. Máté Kanász-Nagy 9. Szilvia Lengyel 10. Gábor Üveges (ÚK) 11. István Ferenczi 12. Krisztina Hohn 13. Júlia Ábrahám 14. Kálmán Kis-Szeniczey 15. Róbert Benedek Sallai 16. Virág Ecseki 17. István Ikototy 18. Antal Csárdi 19. Mária Hajdu 20. János Kendernay | 1. Ferenc Gyurcsány 2. Csaba Molnár 3. Ágnes Vadai 4. Péter Niedermüller 5. László Varju 6. Lajos Oláh 7. Székely Sándor 8. Gréczy Zsolt 9. Attila Ara-Kovács 10. Imre László 11. Gergely Arató 12. L. Sebián-Petrovszki 13. Erzsébet Gy. Németh 14. Zoltán Varga 15. József Debreczeni 16. Judit Ráczné Földi 17. Tibor Nagy-Huszein 18. Erik Konczer 19. József Binszki 20. Zoltán Nagy |
| Celkem    | 279 kandidátů | 184 kandidátů | 220 kandidátů | 129 kandidátů | 145 kandidátů |

| Strana    | Együtt | Momentum | MKKP | MUNKÁSPÁRT | MIÉP |
| --------- | --- | --- | --- | --- | --- |
| Kandidáti | 1. Péter Juhász 2. Viktor Szigetvári 3. Nóra Hajdu 4. Szabolcs Szabó 5. Márton Pataki 6. Judit Spät 7. Zoltán Vajda 8. Krisztina Baranyi 9. György Kóber 10. Nóra Vargha 11. Sándor Nagy 12. Gábor Kammerer 13. Tibor Molnár 14. Györgyi Törökné Fejes 15. Tamás Bod 16. Csaba Lövei 17. Judit Mária Tóth 18. Tibor Kerepesi 19. Andrea Rátkay 20. Frigyes Janzer | 1. András Fekete-Győr 2. Anna Orosz 3. Tamás Soproni 4. András Ferenc Dukán 5. Katalin Cseh 6. Béla Lakatos 7. Anna Donáth 8. Balázs Nemes 9. Márton Benedek 10. Alexandra Bodrozsán 11. Barnabás Kádár 12. Éva Szekeres 13. Miklós Hajnal 14. Tünde Holzhofer 15. Gábor Hollai 16. János Meződi 17. Ákos Csaba Kohut 18. Mária Gerencsér 19. Dániel Berg 20. Éva Sebők | 1. Gergely Kovács 2. Zsuzsanna Döme 3. Zsolt Victora 4. Ferenc Sebő 5. Attila Kővári 6. Imre Tóth 7. Sándor Bodor 8. Zoltán Várady 9. József Tichy-Rács 10. Roland Terdik 11. Roland Fischer 12. Péter Babinczki 13. Csongor Martos 14. Eszter Balogh 15. Gábor Fűrész 16. Szilvia Soltész 17. Attila Pálmai 18. Gábor Racskó 19. Veronika Juhász 20. Csaba Betlehem | 1. Gyula Thürmer 2. Lajosné Karacs 3. Mihály Bencsik 4. Zsuzsanna Frankfurter 5. Béla Kajli 6. Attila Tibor Nagy 7. István Kovács 8. László Kerezsi 9. Gábor Benyovszky 10. Zsolt István Fehérvári 11. István Tamás Fléger 12. Ferenc Gál 13. Mária Kalapos 14. Béla Kónya 15. Anna Kőszeginé Benedek 16. Zoltán István Megyes 17. Ferenc Pálmai 18. Marina Pilajeva 19. Kolos Szentpáli 20. Sándor Sipos | 1. Tibor Barnabás Nagy 2. Sándor Szilágyi 3. Károly Deli 4. Géza Péter Balogh 5. Attila Szabó 6. János Perdiák 7. Rita Jakab 8. Béla Tóth 9. Áron Budaházy 10. Attila Nagy 11. István Kissunyi 12. Noémi Enikő Fülöp 13. Attila Orosz 14. Zoltán Lukácsi 15. Tibor Závoczki 16. Tibor Cseh 17. Anita Tóthné Farkas 18. András Béla Kohánszky 19. Norbert Tóth 20. Norbert Vágó |
| Celkem    | 94 kandidátů | 81 kandidátů | 57 kandidátů | 87 kandidátů | 30 kandidátů |

#### Národnostní a etnické menšiny
| Menšinová samospráva                                                                   | 1. (volební lídr)       | 2.                          | 3.                      | 4.                     | 5.                       | Celkem |
| -------------------------------------------------------------------------------------- | ----------------------- | --------------------------- | ----------------------- | ---------------------- | ------------------------ | ------ |
| Zemská arménská samospráva OÖÖ, Országos Örmény Önkormányzat                           | Silva Simani            | Simon Szeván Serkisian      | Zsófia Zita Esztergály  |                        |                          | 3      |
| Bulharská zemská samospráva BOÖ, Bolgár Országos Önkormányzat                          | Szimeon Varga           | Alekszi Petrov Andonov      | Dragetta Belosinov      | Dimitrov Dancso Muszev | Jordán Tütünkov-Hrisztov | 5      |
| Zemská chorvatská samospráva OHÖ, Országos Horvát Önkormányzat                         | József Szolga           | János Gugán                 | József Osztrogonácz     | Anna Gojtán            | Edit Paukovitsné Horváth | 6      |
| Zemská samospráva Němců v Maďarsku MNOÖ, Magyarországi Németek Országos Önkormányzata  | Imre Ritter             | Ottó Heinek                 | Ibolya Englenderné Hock | József Manz            | Kinga Gáspár             | 28     |
| Zemská polská samospráva OLÖ, Országos Lengyel Önkormányzat                            | Ewa Maria Rónayné Slaba | Korinna Katalin Wesolowski  | Konrád Sutarski         | András Buskó           | Maria Jolanta Zemplényi  | 6      |
| Zemská slovenská samospráva OSZÖ, Országos Szlovák Önkormányzat                        | Antal Paulik            | Erzsébet Hollerné Racskó    | Anna Komjáthi           | András Kiszely         | Judit Lénártné Orliczki  | 5      |
| Zemská slovinská samospráva OSZÖ, Országos Szlovén Önkormányzat                        | Erika Kissné Köles      | Márton Ropos                | Ilona Bartakovics       |                        |                          | 3      |
| Srbská zemská samospráva SZOÖ, Szerb Országos Önkormányzat                             | Lyubomir Alexov         | Péter Lásztity              | Lászlóné Szutor         | Jovánka Lásztity       | Boriszláv Rusz           | 5      |
| Zemská romská samospráva ORÖ, Országos Roma Önkormányzat                               | Félix Farkas            | János Balog                 | László Raffai           |                        |                          | 3      |
| Zemská samospráva Rumunů v Maďarsku MROÖ, Magyarországi Románok Országos Önkormányzata | Traján Kreszta          | Tibor Juhász                | Lászlóné Szilágyi       | Erika Mária Borbély    | Mária Czeglédiné Gurzó   | 7      |
| Zemská samospráva Řeků v Maďarsku MGOÖ, Magyarországi Görögök Országos Önkormányzata   | Tamás Sianos            | György Kukumzisz            | Takisz Dulasz           | Anna Thomou            |                          | 4      |
| Zemská rusínská samospráva ORÖ, Országos Ruszin Önkormányzat                           | Vera Giricz             | Viktor Kramarenko           | Olga Szilcer-Likovics   | János Szónoczki        | János Kozsnyánszky       | 9      |
| Ukrajinská zemská samospráva UOÖ, Ukrán Országos Önkormányzat                          | Brigitta Szuperák       | Natália Sajtos-Zapotocsnaja | Jaroszlava Hartyányi    | Józsefné Sikk          | Anatolij Burij           | 5      |

## Průzkumy veřejného mínění

### Preference kandidujících stran a hnutí
| Datum          | Institut průzkumu                                    | Fidesz– KDNP        | MSZP     | Jobbik | LMP | DK | Együtt | Párbeszéd | MLP    | MKKP      | Momentum  | Ostatní (neví) | Náskok |   |   |   |    |
| -------------- | ---------------------------------------------------- | ------------------- | -------- | ------ | --- | -- | ------ | --------- | ------ | --------- | --------- | -------------- | ------ | - | - | - | -- |
| Datum          | Institut průzkumu                                    | 28. březen–3. duben | Publicus | 45     | 19  | 20 | 7      | 5         | 0      | (MSZP)    | 0         | Ostatní (neví) | Náskok | 0 | 2 | 2 | 25 |
| březen         | Századvég                                            | 51                  | 15       | 13     | 7   | 6  | 1      | (MSZP)    | (MSZP) | (ostatní) | (ostatní) | 7              | 36     |   |   |   |    |
| 23.–27. březen | Medián                                               | 53                  | 12       | 16     | 7   | 6  | 1      | (MSZP)    | 0      | 2         | 2         | 1              | 37     |   |   |   |    |
| 21.–24. březen | Iránytű                                              | 41                  | 12       | 25     | 8   | 7  | 0      | (MSZP)    | 0      | 2         | 3         | 2              | 16     |   |   |   |    |
| 3.–19. březen  | Nézőpont                                             | 52                  | 11       | 15     | 8   | 8  | 0      | (MSZP)    | 0      | 2         | 3         | 1              | 37     |   |   |   |    |
| 9.–14. březen  | Publicus Archivováno 24. 9. 2020 na Wayback Machine. | 49                  | 18       | 17     | 8   | 5  | 1      | (MSZP)    | 0      | 1         | 1         | 0              | 31     |   |   |   |    |
| 7.–14. březen  | ZRi                                                  | 47                  | 13       | 19     | 6   | 8  | 1      | (MSZP)    | 0      | 0         | 3         | 1              | 28     |   |   |   |    |
| 2.–7. březen   | Medián                                               | 54                  | 12       | 16     | 5   | 9  | 2      | (MSZP)    | 0      | 0         | 2         | 0              | 38     |   |   |   |    |
| 1.–5. březen   | Nézőpont                                             | 52                  | 10       | 17     | 9   | 6  | 0      | (MSZP)    | (MSZP) | 2         | 4         | 0              | 35     |   |   |   |    |
| 26.–28. únor   | Századvég                                            | 53                  | 11       | 14     | 8   | 6  | 1      | (MSZP)    | (MSZP) | 0         | 0         | 7              | 39     |   |   |   |    |
| 9.–22. únor    | Republikon                                           | 48                  | 17       | 19     | 5   | 6  | 2      | (MSZP)    | (MSZP) | 0         | 2         | 1              | 29     |   |   |   |    |
| únor           | Iránytű                                              | 44                  | 11       | 24     | 8   | 8  | 0      | 0         | 0      | 0         | 4         | 0              | 20     |   |   |   |    |
| 3.–21. únor    | Nézőpont                                             | 54                  | 10       | 13     | 8   | 8  | 1      | (MSZP)    | 1      | 2         | 3         | 0              | 41     |   |   |   |    |
| 7.–15. únor    | ZRi                                                  | 51                  | 13       | 17     | 6   | 8  | 1      | (MSZP)    | 0      | 0         | 2         | 0              | 34     |   |   |   |    |
| 9.–14. únor    | Publicus                                             | 48                  | 18       | 16     | 8   | 5  | 0      | 0         | 0      | 2         | 1         | 2              | 30     |   |   |   |    |
| 6.–13. únor    | Századvég                                            | 51                  | 10       | 14     | 10  | 7  | 1      | (MSZP)    | 0      | 0         | 0         | 7              | 37     |   |   |   |    |
| 20.–30. leden  | Republikon                                           | 53                  | 13       | 18     | 4   | 5  | 2      | (MSZP)    | 1      | 0         | 3         | 1              | 35     |   |   |   |    |
| 11.–23. leden  | Tárki                                                | 62                  | 7        | 14     | 4   | 6  | 2      | 2         | 0      | 0         | 1         | 0              | 48     |   |   |   |    |
| 17.–24. leden  | Századvég                                            | 51                  | 13       | 16     | 8   | 6  | 1      | 0         | 0      | 0         | 0         | 5              | 35     |   |   |   |    |
| 19.–23. leden  | Medián                                               | 53                  | 11       | 18     | 6   | 9  | 1      | (MSZP)    | 0      | 0         | 1         | 0              | 35     |   |   |   |    |
| 5.–9. leden    | Iránytű Archivováno 12. 4. 2018 na Wayback Machine.  | 48                  | 8        | 22     | 7   | 7  | 2      | 1         | 0      | 2         | 3         | 0              | 26     |   |   |   |    |
| 3.–21. leden   | Nézőpont                                             | 54                  | 9        | 13     | 8   | 8  | 1      | 1         | 1      | 2         | 3         | 3              | 41     |   |   |   |    |
| 10.–16. leden  | Publicus                                             | 49                  | 17       | 16     | 7   | 5  | 2      | 0         | 0      | 1         | 1         | 3              | 32     |   |   |   |    |
| 7.–15. leden   | ZRi                                                  | 50                  | 13       | 16     | 7   | 8  | 1      | 0         | 1      | 1         | 2         | 1              | 34     |   |   |   |    |
| 2018           |                                                      |                     |          |        |     |    |        |           |        |           |           |                |        |   |   |   |    |

### Preference kandidátů na premiéra
| Datum                 | Institut výzkumu                                     | Velikost vzorku | Viktor Orbán        | László Botka                                         | Gábor Vona | Bernadett Szél | Ferenc Gyurcsány | Gergely Karácsony | Gábor Fodor | András Fekete-Győr | Ostatní | Neví | Náskok |   |   |   |    |    |
| --------------------- | ---------------------------------------------------- | --------------- | ------------------- | ---------------------------------------------------- | ---------- | -------------- | ---------------- | ----------------- | ----------- | ------------------ | ------- | ---- | ------ | - | - | - | -- | -- |
| Datum                 | Institut výzkumu                                     | Velikost vzorku | 19.–23. březen 2018 | Nézőpont Archivováno 12. 7. 2020 na Wayback Machine. | 1,000      | 50             | –                | 7                 | 8           | 13                 | 1       | Neví | Náskok | 1 | 0 | – | 17 | 37 |
| 2018                  |                                                      |                 |                     |                                                      |            |                |                  |                   |             |                    |         |      |        |   |   |   |    |    |
| 12.–18. prosinec 2017 | Századvég                                            | 1,000           | 52                  | –                                                    | 8          | 11             | –                | 13                | –           | –                  | 0       | 4    | 39     |   |   |   |    |    |
| 2.–6. listopad        | Nézőpont                                             | 1,000           | 47                  | –                                                    | 8          | 6              | 5                | 4                 | 2           | 1                  | 0       | 27   | 39     |   |   |   |    |    |
| 6.–8. červenec        | Nézőpont                                             | 1,000           | 43                  | 3                                                    | 8          | 5              | 5                | 6                 | 1           | –                  | 0       | 29   | 35     |   |   |   |    |    |
| 9.–11. květen         | Nézőpont Archivováno 18. 5. 2017 na Wayback Machine. | 1,000           | 44                  | 5                                                    | 11         | 8              | 6                | –                 | 2           | –                  | 2       | 22   | 33     |   |   |   |    |    |
| 20.–23. leden 2017    | Nézőpont                                             | 1,000           | 37                  | 7                                                    | 8          | 3              | 5                | –                 | 3           | –                  | 2       | 36   | 30     |   |   |   |    |    |
| 2017                  |                                                      |                 |                     |                                                      |            |                |                  |                   |             |                    |         |      |        |   |   |   |    |    |

### Simulace rozložení mandátů
Simulace výsledného rozdělení poslaneckých mandátů na základě podrobného průzkumu institutu Republikon Intézet z března 2018:
| Strana, hnutí nebo koalice | Poměr hlasů (%) | Mandáty z jednomandátový volebních obvodů (OEVK) | Mandáty z celostátních kandidátních listin | CELKEM | Poměr mandátů (%) |
| -------------------------- | --------------- | ------------------------------------------------ | ------------------------------------------ | ------ | ----------------- |
| Fidesz–KDNP                | 48%             | 87                                               | 40                                         | 127    | 64%               |
| MSZP–Párbeszéd–(MLP)       | 13%             | 12                                               | 14                                         | 26     | 13%               |
| Jobbik                     | 17%             | 1                                                | 21                                         | 22     | 11%               |
| DK                         | 8%              | 6                                                | 10                                         | 16     | 8%                |
| LMP–(ÚK)                   | 7%              | 0                                                | 8                                          | 8      | 4%                |
| Momentum                   | 2%              | 0                                                | 0                                          | 0      | 0%                |
| Együtt                     | 1%              | 0                                                | 0                                          | 0      | 0%                |
| (Zdroj) Celkem             | —               | 106                                              | 93                                         | 199    | 100%              |

## Volební výsledky

Výsledky voleb 2018 v OEVK obvodech:
Fidesz–KDNP (91)
MSZP–Párbeszéd (8)
DK (3)
Együtt (1)
Jobbik (1)
LMP (1)
Nezávislí kandidáti (1)

Po sečtení 98,96% všech hlasů lze konstatovat, že v parlamentních volbách 2018 zvítězila vládní koalice Fidesz–KDNP se ziskem 49,60% odevzdaných hlasů, která zvítězila rovněž v 91 jednomandátových volebních obvodech OEVK a celkově získala 133 poslaneckých mandátů. Udržela si tak v parlamentu ústavní 2/3 většinu, kterou má od voleb 2010. Na druhém místě skončilo Hnutí za lepší Maďarsko (Jobbik) s 19,19%, které vyhrálo v 1 obvodu OEVK a obsadí celkem 26 poslaneckých křesel. Na třetím místě se ziskem 11,99% se umístila koalice MSZP–Párbeszéd, která vyhrála rovněž v 8 obvodech OEVK a celkem získala 20 mandátů. Následuje hnutí Politika může být jiná (LMP), pro které hlasovalo 7,10%, vyhrálo v 1 obvodu OEVK a celkem získalo 8 poslaneckých křesel. Poslední stranou vstupující do sněmu je Demokratická koalice (DK), která se ziskem 5,41% zvítězila i ve 3 obvodech OEVK  a celkem tak získala 9 mandátů. Žádné další kandidující strany ani hnutí (Együtt, MIÉP, MKKP, MMP, MoMo) nezískaly alespoň 5% odevzdaných hlasů. V jednomandátových volebních obvodech OEVK byli ještě zvoleni také jeden poslanec za hnutí Együtt a nezávislý poslanec Tamás Mellár. Jeden mandát poslance s hlasovacím právem (Imre Ritter) získala díky snížené kvótě i Zemská samospráva Němců v Maďarsku, samosprávy ostatních národnostních menšin zvolily své parlamentní menšinové mluvčí.
Definitivní volební výsledky po sečtení všech hlasů ze zahraničí zveřejní Národní volební úřad v průběhu dubna 2018.

### Účast voličů

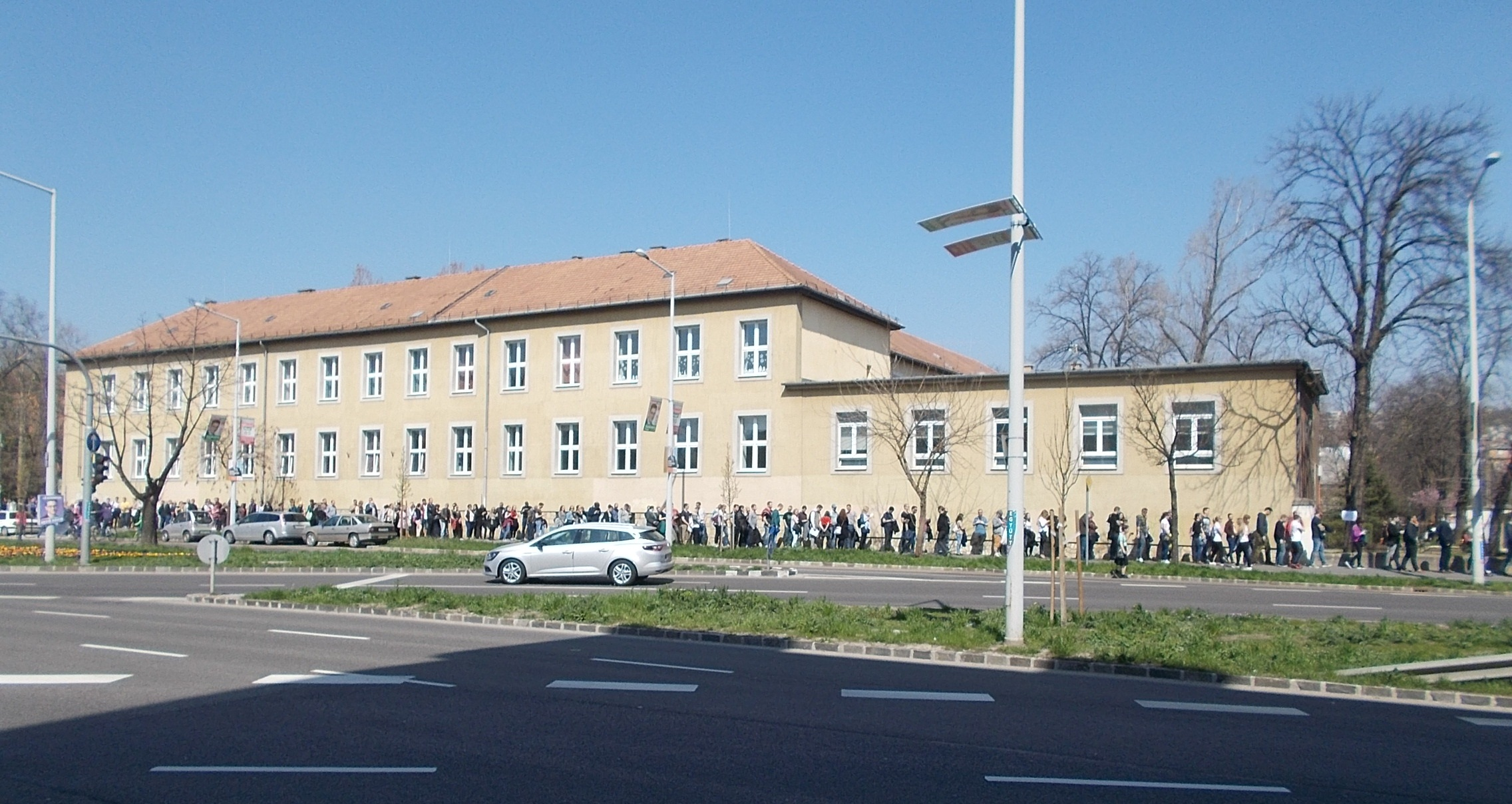
Voliči čekající ve frontě před volební místností v XI. budapešťském obvodu Újbuda

Účast voličů hlasujících na území Maďarska.
| Čas (SEČ) | Účast (%) | Počet voličů |
| --------- | --------- | ------------ |
| 7:00      | 2,24      | 176 087      |
| 9:00      | 13,17     | 1 036 849    |
| 11:00     | 29,93     | 2 356 947    |
| 13:00     | 42,32     | 3 333 298    |
| 15:00     | 53,64     | 4 224 112    |
| 17:00     | 63,21     | 4 977 880    |
| 18:30     | 68,13     | 5 365 511    |
| Celkem    | 69,73     | 5 796 268    |

### Výsledky hlasování na celostátní kandidátní listiny
Tabulka zobrazuje výsledky hlasování pouze na celostátní kandidátní listiny politických stran, hnutí, koalic a menšinových samospráv po sečtení 100% všech hlasů.
| Výsledky hlasování na celostátní kandidátní listiny  | Výsledky hlasování na celostátní kandidátní listiny  | Výsledky hlasování na celostátní kandidátní listiny | Výsledky hlasování na celostátní kandidátní listiny | Výsledky hlasování na celostátní kandidátní listiny | Výsledky hlasování na celostátní kandidátní listiny | Výsledky hlasování na celostátní kandidátní listiny | Výsledky hlasování na celostátní kandidátní listiny | Výsledky hlasování na celostátní kandidátní listiny | Výsledky hlasování na celostátní kandidátní listiny | Výsledky hlasování na celostátní kandidátní listiny | Výsledky hlasování na celostátní kandidátní listiny | Výsledky hlasování na celostátní kandidátní listiny | Výsledky hlasování na celostátní kandidátní listiny |
| Strana, hnutí, koalice nebo menšinová samospráva (M) | Strana, hnutí, koalice nebo menšinová samospráva (M) | Odevzdané hlasy na celostátní kandidátní listiny    | Odevzdané hlasy na celostátní kandidátní listiny    | Odevzdané hlasy na celostátní kandidátní listiny    | Odevzdané hlasy na celostátní kandidátní listiny    | Odevzdané hlasy na celostátní kandidátní listiny    | Odevzdané hlasy na celostátní kandidátní listiny    | Odevzdané hlasy na celostátní kandidátní listiny    | Uzavírací klauzule (%)                              | Snížená kvóta (ks)                                  | Získá mandáty?                                      | Získané mandáty (93 mandátů)                        | Získané mandáty (93 mandátů)                        |
| Strana, hnutí, koalice nebo menšinová samospráva (M) | Strana, hnutí, koalice nebo menšinová samospráva (M) | Maďarsko                                            | Maďarsko                                            | Zahraničí (hlasování dopisem)                       | Zahraničí (hlasování dopisem)                       | CELKEM                                              | CELKEM                                              | Poměr (pouze politické strany) (%)                  | Uzavírací klauzule (%)                              | Snížená kvóta (ks)                                  | Získá mandáty?                                      | Získané mandáty (93 mandátů)                        | Získané mandáty (93 mandátů)                        |
| Název                                                | Typ                                                  | Počet                                               | Poměr (%)                                           | Počet                                               | Poměr (%)                                           | Počet                                               | Poměr (%)                                           | Poměr (pouze politické strany) (%)                  | Uzavírací klauzule (%)                              | Snížená kvóta (ks)                                  | Získá mandáty?                                      | Počet                                               | Poměr (%)                                           |
| ---------------------------------------------------- | ---------------------------------------------------- | --------------------------------------------------- | --------------------------------------------------- | --------------------------------------------------- | --------------------------------------------------- | --------------------------------------------------- | --------------------------------------------------- | --------------------------------------------------- | --------------------------------------------------- | --------------------------------------------------- | --------------------------------------------------- | --------------------------------------------------- | --------------------------------------------------- |
| Fidesz–KDNP                                          |                                                      | 2 608 086                                           | 47,36                                               | 216 120                                             | 96,24                                               | 2 824 206                                           | 49,27                                               | 49,60                                               | 10                                                  | –                                                   | Ano                                                 | 42                                                  | 45,2                                                |
| Jobbik                                               |                                                      | 1 090 616                                           | 19,80                                               | 2 053                                               | 0,91                                                | 1 092 669                                           | 19,06                                               | 19,19                                               | 5                                                   | –                                                   | Ano                                                 | 25                                                  | 26,9                                                |
| MSZP–Párbeszéd–(MLP)                                 |                                                      | 681 358                                             | 12,37                                               | 1 244                                               | 0,55                                                | 682 602                                             | 11,91                                               | 11,99                                               | 10                                                  | –                                                   | Ano                                                 | 12                                                  | 12,9                                                |
| LMP–(ÚK)                                             |                                                      | 402 346                                             | 7,31                                                | 2 079                                               | 0,93                                                | 404 425                                             | 7,06                                                | 7,10                                                | 5                                                   | –                                                   | Ano                                                 | 7                                                   | 7,5                                                 |
| DK                                                   |                                                      | 307 401                                             | 5,58                                                | 667                                                 | 0,30                                                | 308 068                                             | 5,37                                                | 5,41                                                | 5                                                   | –                                                   | Ano                                                 | 6                                                   | 6,5                                                 |
|                                                      |                                                      |                                                     |                                                     |                                                     |                                                     |                                                     |                                                     |                                                     |                                                     |                                                     |                                                     |                                                     |                                                     |
| Momentum                                             |                                                      | 174 225                                             | 3,16                                                | 1 000                                               | 0,45                                                | 175 225                                             | 3,06                                                | 3,08                                                | 5                                                   | –                                                   | Ne                                                  | 0                                                   | 0,0                                                 |
| MKKP                                                 |                                                      | 98 757                                              | 1,79                                                | 653                                                 | 0,29                                                | 99 410                                              | 1,73                                                | 1,75                                                | 5                                                   | –                                                   | Ne                                                  | 0                                                   | 0,0                                                 |
| Együtt                                               |                                                      | 37 757                                              | 0,68                                                | 310                                                 | 0,14                                                | 37 561                                              | 0,66                                                | 0,66                                                | 5                                                   | –                                                   | Ne                                                  | 0                                                   | 0,0                                                 |
| MNOÖ                                                 | M                                                    | 26 477                                              | 0,48                                                | 0                                                   | 0,0                                                 | 26 477                                              | 0,46                                                | –                                                   | –                                                   | 23 829                                              | Ano                                                 | 1                                                   | 1,05                                                |
| Munkáspárt                                           |                                                      | 15 595                                              | 0,28                                                | 45                                                  | 0,02                                                | 15 640                                              | 0,27                                                | 0,27                                                | 5                                                   | –                                                   | Ne                                                  | 0                                                   | 0,0                                                 |
| CSP                                                  |                                                      | 10 558                                              | 0,28                                                | 82                                                  | 0,04                                                | 10 640                                              | 0,19                                                | 0,19                                                | 5                                                   | –                                                   | Ne                                                  | 0                                                   | 0,0                                                 |
| MIÉP                                                 |                                                      | 8 623                                               | 0,19                                                | 90                                                  | 0,05                                                | 8 713                                               | 0,15                                                | 0,15                                                | 5                                                   | –                                                   | Ne                                                  | 0                                                   | 0,0                                                 |
| SEM                                                  |                                                      | 7 230                                               | 0,13                                                | 79                                                  | 0,04                                                | 7 309                                               | 0,13                                                | 0,13                                                | 5                                                   | –                                                   | Ne                                                  | 0                                                   | 0,0                                                 |
| ORÖ                                                  | M                                                    | 5 703                                               | 0,11                                                | 0                                                   | 0,0                                                 | 5 703                                               | 0,11                                                | –                                                   | –                                                   | 23 829                                              | Ne                                                  | 0                                                   | 0,0                                                 |
| TAM                                                  |                                                      | 5 310                                               | 0,10                                                | 2                                                   | 0,0                                                 | 5 312                                               | 0,9                                                 | 0,9                                                 | 5                                                   | –                                                   | Ne                                                  | 0                                                   | 0,0                                                 |
| MCP                                                  |                                                      | 4 091                                               | 0,07                                                | 19                                                  | 0,01                                                | 4 110                                               | 0,07                                                | 0,07                                                | 5                                                   | –                                                   | Ne                                                  | 0                                                   | 0,0                                                 |
| Közös Nevező                                         |                                                      | 3 876                                               | 0,07                                                | 18                                                  | 0,01                                                | 3 894                                               | 0,07                                                | 0,07                                                | 5                                                   | –                                                   | Ne                                                  | 0                                                   | 0,0                                                 |
| Szem Párt                                            |                                                      | 3 119                                               | 0,06                                                | 20                                                  | 0,01                                                | 3 139                                               | 0,05                                                | 0,06                                                | 5                                                   | –                                                   | Ne                                                  | 0                                                   | 0,0                                                 |
| KÖSSZ                                                |                                                      | 2 711                                               | 0,05                                                | 10                                                  | 0,01                                                | 2 721                                               | 0,05                                                | 0,05                                                | 5                                                   | –                                                   | Ne                                                  | 0                                                   | 0,0                                                 |
| Iránytű                                              |                                                      | 1 997                                               | 0,04                                                | 4                                                   | 0,0                                                 | 2 001                                               | 0,03                                                | 0,04                                                | 5                                                   | –                                                   | Ne                                                  | 0                                                   | 0,0                                                 |
| OHÖ                                                  | M                                                    | 1 743                                               | 0,03                                                | 0                                                   | 0,0                                                 | 1 743                                               | 0,03                                                | –                                                   | –                                                   | 23 829                                              | Ne                                                  | 0                                                   | 0,0                                                 |
| Rend Párt                                            |                                                      | 1 685                                               | 0,03                                                | 23                                                  | 0,01                                                | 1 708                                               | 0,03                                                | 0,03                                                | 5                                                   | –                                                   | Ne                                                  | 0                                                   | 0,0                                                 |
| Összefogás Párt                                      |                                                      | 1 401                                               | 0,03                                                | 6                                                   | 0,0                                                 | 1 407                                               | 0,02                                                | 0,02                                                | 5                                                   | –                                                   | Ne                                                  | 0                                                   | 0,0                                                 |
| Medete Párt                                          |                                                      | 1 280                                               | 0,02                                                | 12                                                  | 0,01                                                | 1 292                                               | 0,02                                                | 0,02                                                | 5                                                   | –                                                   | Ne                                                  | 0                                                   | 0,0                                                 |
| OSZÖ                                                 | M                                                    | 1 245                                               | 0,02                                                | 0                                                   | 0,0                                                 | 1 245                                               | 0,02                                                | –                                                   | –                                                   | 23 829                                              | Ne                                                  | 0                                                   | 0,0                                                 |
| NP                                                   |                                                      | 1 223                                               | 0,02                                                | 12                                                  | 0,01                                                | 1 235                                               | 0,02                                                | 0,02                                                | 5                                                   | –                                                   | Ne                                                  | 0                                                   | 0,0                                                 |
| EU.ROM                                               |                                                      | 986                                                 | 0,02                                                | 16                                                  | 0,01                                                | 1 002                                               | 0,02                                                | 0,02                                                | 5                                                   | –                                                   | Ne                                                  | 0                                                   | 0,0                                                 |
| ORÖ                                                  | M                                                    | 539                                                 | 0,01                                                | 0                                                   | 0,0                                                 | 539                                                 | 0,01                                                | –                                                   | –                                                   | 23 829                                              | Ne                                                  | 0                                                   | 0,0                                                 |
| MROÖ                                                 | M                                                    | 428                                                 | 0,01                                                | 0                                                   | 0,0                                                 | 428                                                 | 0,01                                                | –                                                   | –                                                   | 23 829                                              | Ne                                                  | 0                                                   | 0,0                                                 |
| SZOÖ                                                 | M                                                    | 296                                                 | 0,01                                                | 0                                                   | 0,0                                                 | 296                                                 | 0,01                                                | –                                                   | –                                                   | 23 829                                              | Ne                                                  | 0                                                   | 0,0                                                 |
| UOÖ                                                  | M                                                    | 270                                                 | 0,0                                                 | 0                                                   | 0,0                                                 | 270                                                 | 0,0                                                 | –                                                   | –                                                   | 23 829                                              | Ne                                                  | 0                                                   | 0,0                                                 |
| OLÖ                                                  | M                                                    | 210                                                 | 0,0                                                 | 0                                                   | 0,0                                                 | 210                                                 | 0,0                                                 | –                                                   | –                                                   | 23 829                                              | Ne                                                  | 0                                                   | 0,0                                                 |
| OSZÖ                                                 | M                                                    | 199                                                 | 0,0                                                 | 0                                                   | 0,0                                                 | 199                                                 | 0,0                                                 | –                                                   | –                                                   | 23 829                                              | Ne                                                  | 0                                                   | 0,0                                                 |
| MGOÖ                                                 | M                                                    | 159                                                 | 0,0                                                 | 0                                                   | 0,0                                                 | 159                                                 | 0,0                                                 | –                                                   | –                                                   | 23 829                                              | Ne                                                  | 0                                                   | 0,0                                                 |
| OÖÖ                                                  | M                                                    | 159                                                 | 0,0                                                 | 0                                                   | 0,0                                                 | 159                                                 | 0,0                                                 | –                                                   | –                                                   | 23 829                                              | Ne                                                  | 0                                                   | 0,0                                                 |
| BOÖ                                                  | M                                                    | 104                                                 | 0,0                                                 | 0                                                   | 0,0                                                 | 104                                                 | 0,0                                                 | –                                                   | –                                                   | 23 829                                              | Ne                                                  | 0                                                   | 0,0                                                 |
| Celkem                                               | Celkem                                               |                                                     | 100                                                 |                                                     | 100                                                 |                                                     | 100                                                 | 100                                                 | –                                                   | –                                                   | –                                                   | 93                                                  | 100                                                 |

### Výsledné rozdělení poslaneckých mandátů

Rozdělení mandátů v Zemském sněmu po volbách 2018:
MSZP–Párbeszéd (20)
LMP (8)
DK (9)
Együtt (1)
Nezávislí kandidáti (1)
MNOÖ (1)
Fidesz–KDNP (133)
Jobbik (26)

Tabulka zobrazuje celkové zisky poslaneckých mandátů v obou způsobech volby a výsledné přerozdělení všech 199 poslaneckých mandátů v 8. volebním období Zemském sněmu (2018–2022).
| Strana, hnutí, koalice, nebo menšinová samospráva | Získané poslanecké mandáty                             | Získané poslanecké mandáty                             | Získané poslanecké mandáty                      | Získané poslanecké mandáty                      | Získané poslanecké mandáty | Získané poslanecké mandáty | +/-   | Úloha v parlamentu |
| Strana, hnutí, koalice, nebo menšinová samospráva | z jednomandátových volebních obvodů OEVK (106 mandátů) | z jednomandátových volebních obvodů OEVK (106 mandátů) | z celostátních kandidátních listin (93 mandátů) | z celostátních kandidátních listin (93 mandátů) | CELKEM                     | CELKEM                     | +/-   | Úloha v parlamentu |
| Strana, hnutí, koalice, nebo menšinová samospráva | Počet                                                  | Poměr (%)                                              | Počet                                           | Poměr (%)                                       | Počet                      | Poměr (%)                  | +/-   | Úloha v parlamentu |
| ------------------------------------------------- | ------------------------------------------------------ | ------------------------------------------------------ | ----------------------------------------------- | ----------------------------------------------- | -------------------------- | -------------------------- | ----- | ------------------ |
| Fidesz–KDNP                                       | 91                                                     | 85,8                                                   | 42                                              | 45,2                                            | 133                        | 66,83                      | ▬     | vláda              |
| Jobbik                                            | 1                                                      | 0,9                                                    | 25                                              | 26,9                                            | 26                         | 13,07                      | ▲ +3  | opozice            |
| MSZP–Párbeszéd–(MLP)                              | 8                                                      | 7,6                                                    | 12                                              | 12,9                                            | 20                         | 10,05                      | ▼ -18 | opozice            |
| DK                                                | 3                                                      | 2,8                                                    | 6                                               | 6,5                                             | 9                          | 4,52                       | ▲ +5  | opozice            |
| LMP–(ÚK)                                          | 1                                                      | 0,9                                                    | 7                                               | 7,5                                             | 8                          | 4,02                       | ▲ +3  | opozice            |
| Együtt                                            | 1                                                      | 0,9                                                    | 0                                               | —                                               | 1                          | 0,50                       | ▼ -2  | opozice            |
| Nezávislí kandidáti (F)                           | 1                                                      | 0,9                                                    | 0                                               | —                                               | 1                          | 0,50                       | ▲ +1  |                    |
| MNOÖ                                              | 0                                                      | —                                                      | 1                                               | 1,05                                            | 1                          | 0,50                       | ▲ +1  |                    |
| Celkem                                            | 106                                                    | 100                                                    | 93                                              | 100                                             | 199                        | 100                        | —     | —                  |

## Povolební situace
V souvislosti s oznámením výsledků těchto parlamentních voleb dne 9. dubna 2018, odstoupil Gábor Vona z postu předsedy Hnutí za lepší Maďarsko, a o den později oznámil, že ani nenastoupí do zvolené poslanecké funkce. 
Také odstoupilo i celé vedení Maďarské socialistické strany v čele s předsedou Gyulou Molnárem. Z funkce spolu-předsedy hnutí Politika může být jiná odstoupil Ákos Hadházy. A v reakci na totální volební neúspěch hnutí Együtt odstoupil jeho předseda Péter Juhász.